# Daniel Schultheiß

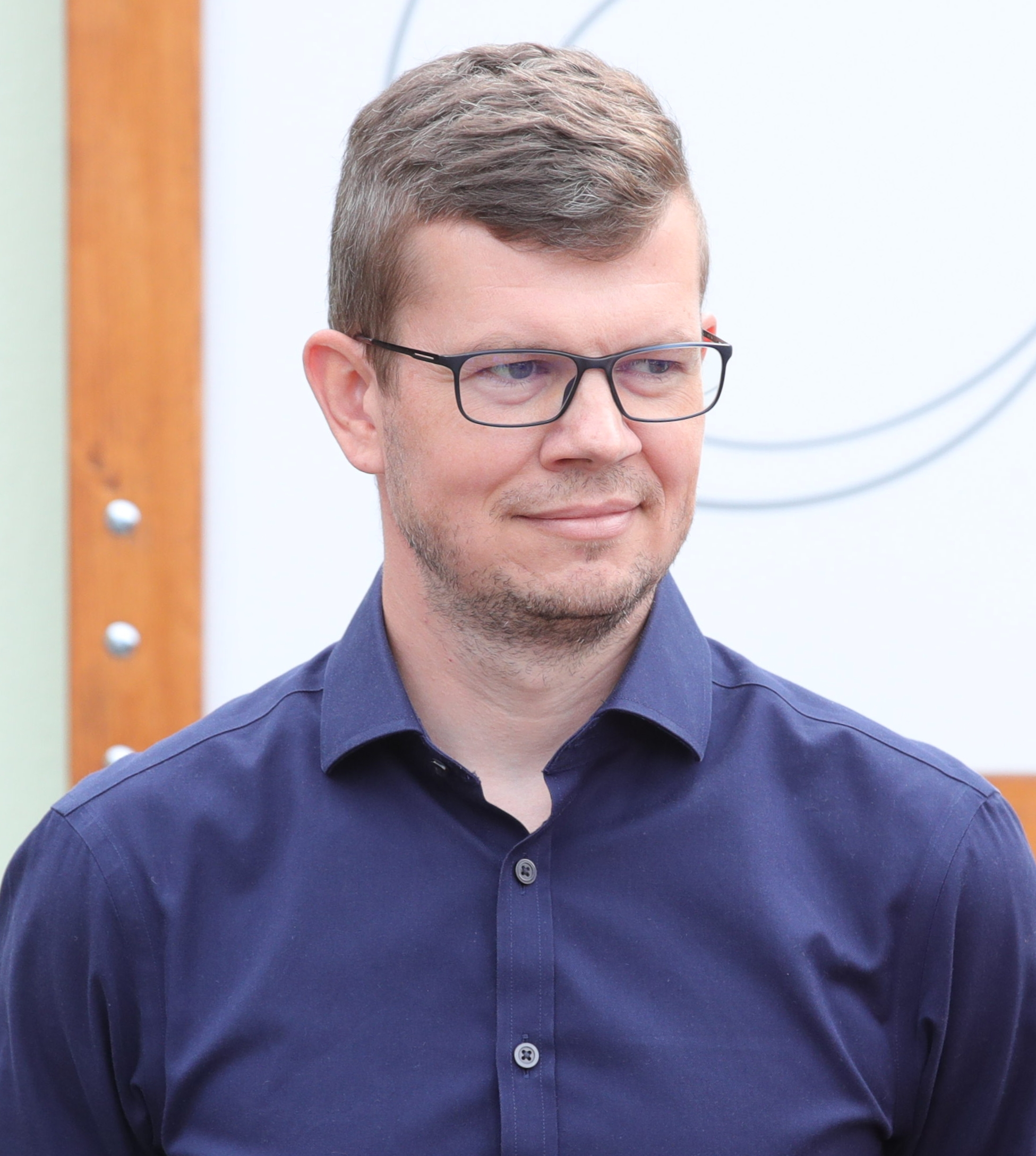
Daniel Schultheiß (2022)

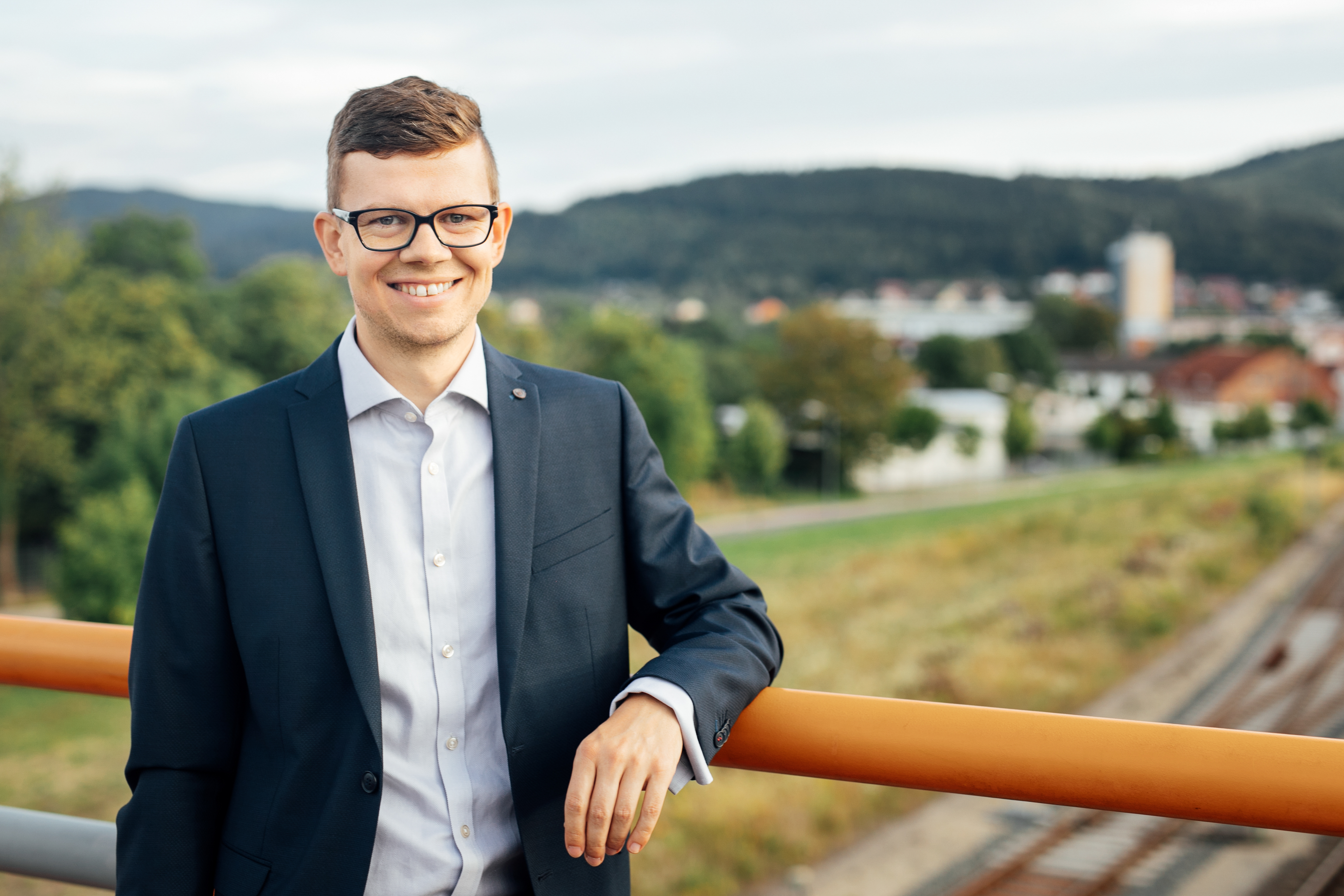
Daniel Schultheiß (2018)

Daniel Schultheiß (* 13. August 1980 in Sonneberg) ist ein deutscher Medien- und Kommunikationswissenschaftler sowie parteiloser Kommunalpolitiker. Er ist seit 2018 Oberbürgermeister der Stadt Ilmenau.

## Leben, Ausbildung und berufliche Tätigkeiten
Nach dem Abitur in Sonneberg studierte Schultheiß ab 2001 an der Technischen Universität Ilmenau. Im Jahr 2007 schloss er dort das Studium der Angewandten Medienwissenschaft ab. Hiernach promovierte er zunächst als Stipendiat und später als wissenschaftlicher Mitarbeiter am Fachgebiet Medien- und Kommunikationsmanagement zum Thema internetbasierte digitale Spiele. Seine Promotion schloss er im Jahr 2010 ab. Anschließend war Schultheiß bis zum Jahr 2018 im selben Fachgebiet als Post-Doc und Projektleiter tätig. Sein Forschungsschwerpunkt lag in dieser Zeit im Bereich der Onlinekommunikation. Er hat drei Söhne und lebt mit seiner Partnerin in Ilmenau (Ortsteil Unterpörlitz).

## Politische Karriere
Im Jahr 2009 wurde Schultheiß für die Wählergemeinschaft „Pro Bockwurst“ in den Stadtrat der Stadt Ilmenau gewählt. Im Jahr 2012 kandidierte er erstmals als überparteilicher Kandidat für das „Wahlbündnis für Ilmenau“ und errang gegen den langjährigen Amtsinhaber Gerd-Michael Seeber (CDU) 29,1 % der abgegebenen Stimmen. Nach dieser Wahl übernahm er die Leitung der Fraktion BBW. Seine Wiederwahl in den Stadtrat erfolgte im Mai 2014.
Im August 2018 wurde Schultheiß als gemeinsamer Kandidat des „Wahlbündnisses für Ilmenau“ (bestehend aus den Parteien Die Linke, SPD, Bündnis 90/Die Grünen und den Wählervereinigungen Pro Bockwurst und Bürgerbündnis) für die Oberbürgermeisterwahl nominiert, die in diesem Jahr aufgrund kommunaler Zusammenschlüsse erst im Herbst stattfand. Er wurde im ersten Wahlgang bei zwei Mitbewerbern mit 51,4 % der abgegebenen Stimmen gewählt und trat sein Amt im November 2018 an.
Am 26. Mai 2024 wurde Schultheiß im ersten Wahlgang bei zwei Mitbewerbern mit 56,4 % der abgegebenen gültigen Stimmen für eine am 1. November 2024 beginnende zweite Amtszeit wiedergewählt.